# 真砂町駅
真砂町駅（まさごまちえき）は、かつて北海道釧路市にあった釧路臨港鉄道（現在の太平洋石炭販売輸送）釧路臨港鉄道線の駅（廃駅）である。

## 歴史
- 1926年（大正15年）2月1日：釧路臨港鉄道が知人駅 - 臨港駅間の路線延長に伴い開業。
- 1942年（昭和17年）5月27日：駅廃止。

## 駅跡
細長い荒地になっている。

## 隣の駅
釧路臨港鉄道
釧路臨港鉄道線
知人駅 - 真砂町駅 - 臨港駅
当駅の営業キロは城山駅より10.1 km、春採駅より4.6 km。